# Okonomijaki
Okonomijaki (japonsky お好み焼き) je druh zelné placky, která patří mezi tradiční jídla japonské kuchyně. Někdy se jí přezdívá také japonská palačinka nebo japonská pizza. Existují dvě varianty, jedna z města Ósaka a ta druhá z města Hirošima. 

## Příprava
Mezi základní ingredience k přípravě okonomijaki patří bílé zelí, vejce a mouka. Placka se po usmažení zdobí omáčkou okonomi nebo tonkacu, jarní cibulkou a vločkami bonito ze sušeného tuňáka. Existují různé varianty jídla, v nichž se přidává k základní ingrediencím také vepřové maso, krevety, ústřice nebo další jiné.